# Bogotá: Tierra de últimas oportunidades
Bogotá: Tierra de últimas oportunidades (en hangul, 보고타: 마지막 기회의 땅; romanización revisada, Bogota: majimag gihoeui ttang; literalmente, «Bogotá: la tierra de la última oportunidad») es una película dramática surcoreana escrita por Hwang Seong-gu y Kim Seong-je, dirigida por el propio Kim Seong-je, y protagonizada por Song Joong-ki, Lee Hee-joon, Kwon Hae-hyo, Park Ji-hwan, Cho Hyun-chul y Kim Jong-soo. Se estrenó en el Festival Internacional de Cine de Busan el 3 de octubre de 2024, y en sala el 31 de diciembre del mismo año.

## Sinopsis
A finales del siglo pasado, Kook-hee, un joven de 19 años, emigra junto con su familia a Bogotá, huyendo de los efectos de la crisis financiera asiática que en 1997 había golpeado duramente su país. Nada más llegar al aeropuerto, les roban todo el equipaje y no les queda más remedio que quedarse en la ciudad por tiempo indefinido. Para sobrevivir en esta tierra desconocida, Kook-hee trabaja con ahínco con el objetivo de volver a su país. Un día comienza a trabajar para el sargento Park, que lo implica en peligrosas operaciones de contrabando de las que logra salir indemne. Paradójicamente, cuanto más éxito tiene más se consolida su posición en el mercado negro, pero más precaria es su vida.

## Reparto
- Song Joong-ki como Song Kook-hee.[1][2]
- Lee Hee-joon como Jeon Soo-young, agente de aduanas. Es un exitoso hombre de negocios con un ingenio natural que llegó a Colombia como empleado de una gran empresa y se quedó allí cuando esta cerró por la crisis, para convertirse en el número dos del mercado del contrabando coreano.[3][4]
- Kwon Hae-hyo como el sargento Park Jang-soo, el personaje más importante de la comunidad coreana en la ciudad, implicado en negocios de contrabando.[5][6]
- Park Ji-hwan como el jefe Park, el sobrino de Jang-soo, al que ayuda en su trabajo mientras dirige un club popular no solo entre los coreanos sino también entre los colombianos.[5]
- Cho Hyun-chul como Jae-woong, el leal asistente de Soo-young, que llegó a Bogotá como estudiante de intercambio.[7][8]
- Kim Jong-soo como Song Geun-tae, el padre de Kook-hee, que llevó a su familia a Colombia después de la quiebra de la fábrica que dirigía en Corea.[7]
- Kim Tae-baek como Han Sang-in.
- Juana del Río como Carla.[9][10]
- Cristal Aparicio como Mariana.[11]
- Im Sung-jae como Bong-shik, el jefe de la banda de Soo-young.[12]
- Kim Ho-jung como Kyung-ja, la madre de Kook-hee.[12]
- Lee Jun-hee.
- Jung Jong-joon como el doctor Hong, que dirige una clínica de medicina oriental en Colombia.[12]
- Salvador Puentes como Carlos, oficial de audanas.[12]
- Fernando Alberto Lara Zabala como Alejandro, personaje destacado en el gremio de comerciantes colombianos.[12]
- Fabiana Medina como Lucía, la esposa del sargento Park.[12]

## Producción
Bogotá: Tierra de últimas oportunidades es una coproducción de Watermelon Pictures e Idioplan. Contó con un presupuesto que algunos medios periodísticos cifraban en 12 500 millones de wones y otros aumentaban a unos 15 000 millones, y su punto de equilibrio financiero se hallaba en los tres millones de entradas venidas. La producción se benefició de un reembolso fiscal del 35 % de los costes sostenidos en Colombia. Además, se recurrió lo máximo posible a la contratación de personal local, dado que los costes laborales eran de un tercio con respecto a los de Corea del Sur.
La película está escrita y dirigida por Kim Seong-je, que debutó como director en 2013 con la premiada Minority Opinion. Antes había sido productor y guionista. En julio de 2019 se publicó que Song Joong-ki había sido elegido como el personaje principal. Por las mismas fechas la prensa anunciaba la participación de Ryoo Seung-beom (aunque un mes después un portavoz de la distribuidora Megabox Plus lo negó, de modo que no llegó a figurar en el reparto) y Cho Hyun-chul. El 25 de octubre se añadió el nombre de Lee Hee-joon para el personaje antes reservado a Ryoo Seung-beom.
Según el director Kim Seong-je, el punto de partida de la película son los recuerdos personales de Shin Beom-soo, director ejecutivo de Subak Film Company, quien fue a Colombia como estudiante de intercambio cuando tenía 20 años. El director Kim entrevistó a inmigrantes coreanos en Colombia, que le dijeron que en lugar de ir al mundo más grande, quedaron atrapados en una comunidad cada vez más cerrada. Esa fue la primera pista de la historia.
El rodaje comenzó en enero de 2020, en Bogotá, Colombia, y estaba previsto que continuara hasta mayo; pero a finales de marzo, debido a la pandemia de covid-19, se detuvo después de completar aproximadamente el 40 %, y todo el personal volvió a Corea del Sur. Con la mezcla de un reparto y equipo técnico mayoritariamente coreano y más de cien contratados entre el personal colombiano, los trabajos se desarrollaron en inglés, coreano y español. En abril estaba previsto seguir el rodaje en mayo y en Corea, aunque las escenas localizadas allí eran muy escasas; en cualquier caso, con la evolución de la pandemia no fue posible, de modo que a mediados de mayo se confiaba en poder reanudarlo en verano. Pero pasaron los meses y a finales de año el equipo de producción decidió construir un set en Corea e hizo planes para rodar allí en mayo y junio de 2021 y seguir en julio en Colombia si la situación sanitaria era favorable. Sin embargo, al final hubo que esperar al 21 de junio de 2021, y se renunció definitivamente a trasladarse a Colombia. La marcha del trabajo durante el verano de 2021 se vio complicada ulteriormente por la cuarentena de dos semanas a la que tuvo que someterse Song Joong-ki tras haber entrado en contacto con un paciente positivo al covid-19. Algunas escenas se rodaron en Chipre, con un entorno similar al colombiano, así como en España. El rodaje concluyó finalmente en el mes de octubre.

## Estreno y taquilla
El filme fue uno de los cinco seleccionados para la sección Cine Coreano Hoy del 29.º Festival Internacional de Cine de Busan, donde se estrenó el 3 de octubre de 2024. Al día siguiente el director y los protagonistas ofrecieron una charla en el escenario al aire libre del BIFF en el Centro de Cine Haeundae-gu de Busan.
El estreno comercial llegó el 31 de diciembre de 2024. Estaba previsto que los días 1, 4 y 5 de enero los actores y el director saludaran al público en varias salas de la capital, pero el acto del día 1 se canceló y los otros se aplazaron en señal de luto por el accidente del vuelo 2216 de Jeju Air procedente de Bangkok. También se había suspendido el 31 la participación de Song Joong-ki y Lee Hee-jun en el programa radiofónico de SBS Cinetown.
El día del estreno la película tuvo 97 296 espectadores en 1029 salas de cine, quedando la segunda en taquilla por detrás de Harbin. El 6 de enero de 2025 había alcanzado los 320 000 espectadores pero había caído a la tercera posición, por detrás también de Firefighters. El 22 de enero llegó a 421 997 espectadores, que dejaron una taquilla del equivalente a 2 712 313 dólares. Con estas cifras la producción se quedaba muy lejos de los tres millones de espectadores que eran necesarios para recuperar la inversión, y los medios periodísticos se hacían eco del fracaso. También Song Joong-ki, en uno de los encuentros del reparto con el público a principios de año, mostró su pesar por ello.